# Psychosaura
Psychosaura – rodzaj jaszczurek z podrodziny Mabuyinae w rodzinie scynkowatych (Scincidae).

## Zasięg występowania
Rodzaj obejmuje gatunki występujące endemicznie w Brazylii. 

## Morfologia
Długość ciała 74–85 mm.

## Systematyka

### Etymologia
Psychosaura: gr. ψυχη psukhē „rozum, rozsądek”; σαυρος sauros „jaszczurka”. 

### Podział systematyczny
Do rodzaju należą następujące gatunki: 
- Psychosaura agmosticha
- Psychosaura macrorhyncha